# Tanzánia az 1992. évi nyári olimpiai játékokon
Tanzánia a spanyolországi Barcelonában megrendezett 1992. évi nyári olimpiai játékok egyik részt vevő nemzete volt. Az országot az olimpián 2 sportágban 9 sportoló képviselte, akik érmet nem szereztek.

## Atlétika
Férfi
| Versenyző          | Versenyszám | Előfutam | Előfutam | Előfutam | Döntő         | Döntő         |
| Versenyző          | Versenyszám | Idő      | Hely.    | Össz.    | Idő           | Helyezés      |
| ------------------ | ----------- | -------- | -------- | -------- | ------------- | ------------- |
| Andrew Sambu       | 5000 m      | 13:36,99 | 4.       | 15.      | 13:37,20      | 10.           |
| John Burra         | Maraton     |          |          |          | nem ért célba | nem ért célba |
| Juma Ikangaa       | Maraton     |          |          |          | 2:19:34       | 34.           |
| Simon Robert Naali | Maraton     |          |          |          | nem ért célba | nem ért célba |

## Ökölvívás
| Versenyző              | Versenyszám   | Selejtező                    | Nyolcaddöntő                  | Negyeddöntő                       | Elődöntő          | Döntő             | Helyezés |
| Versenyző              | Versenyszám   | Ellenfél Eredmény            | Ellenfél Eredmény             | Ellenfél Eredmény                 | Ellenfél Eredmény | Ellenfél Eredmény | Helyezés |
| ---------------------- | ------------- | ---------------------------- | ----------------------------- | --------------------------------- | ----------------- | ----------------- | -------- |
| Benjamin Mwangata      | Légsúly       | Narciso González (MEX) · RSC | Luiz Freitas (BRA) · 8-7      | Tim Austin (USA) · 8-19           | kiesett           | kiesett           | 5.       |
| Rashi Ali Hadj Matumla | Könnyűsúly    | Felix Bwalya (ZAM) · 16-8    | Jacobo Garcia (ISV) · 12-2    | Namjilyn Bayarsaikhan (MGL) · 6-9 | kiesett           | kiesett           | 5.       |
| Joseph Marwa           | Nagyváltósúly | erőnyerő                     | Igors Šaplavskis (LAT) · 8-14 | kiesett                           | kiesett           | kiesett           | 9.       |
| Makoye Isangula        | Középsúly     | Siamak Varzideh (IRI) · RSC  | Alberth Papilaya (INA) · 6-13 | kiesett                           | kiesett           | kiesett           | 9.       |
| Paulo Mwaselle         | Félnehézsúly  | Béres Zoltán (HUN) · 13-30   | kiesett                       | kiesett                           | kiesett           | kiesett           | 17.      |

RSC - a játékvezető megállította a mérkőzést